# Prințul Gustav al Danemarcei
Prințul Gustav al Danemarcei (Christian Frederik Vilhelm Valdemar Gustav; 4 martie 1887 – 5 octombrie 1944) a fost al șaptelea copil și al patrulea fiu al regelui Frederic al VIII-lea al Danemarcei și a soției sale, Lovisa a Suediei.
Prințul Gustav nu s-a căsătorit și nu a avut copii.

## Arbore genealogic
1. 1 2 3 4 5 6  Q50320944[*] Verificați valoarea |titlelink= (ajutor)